# Frédéric Baudry

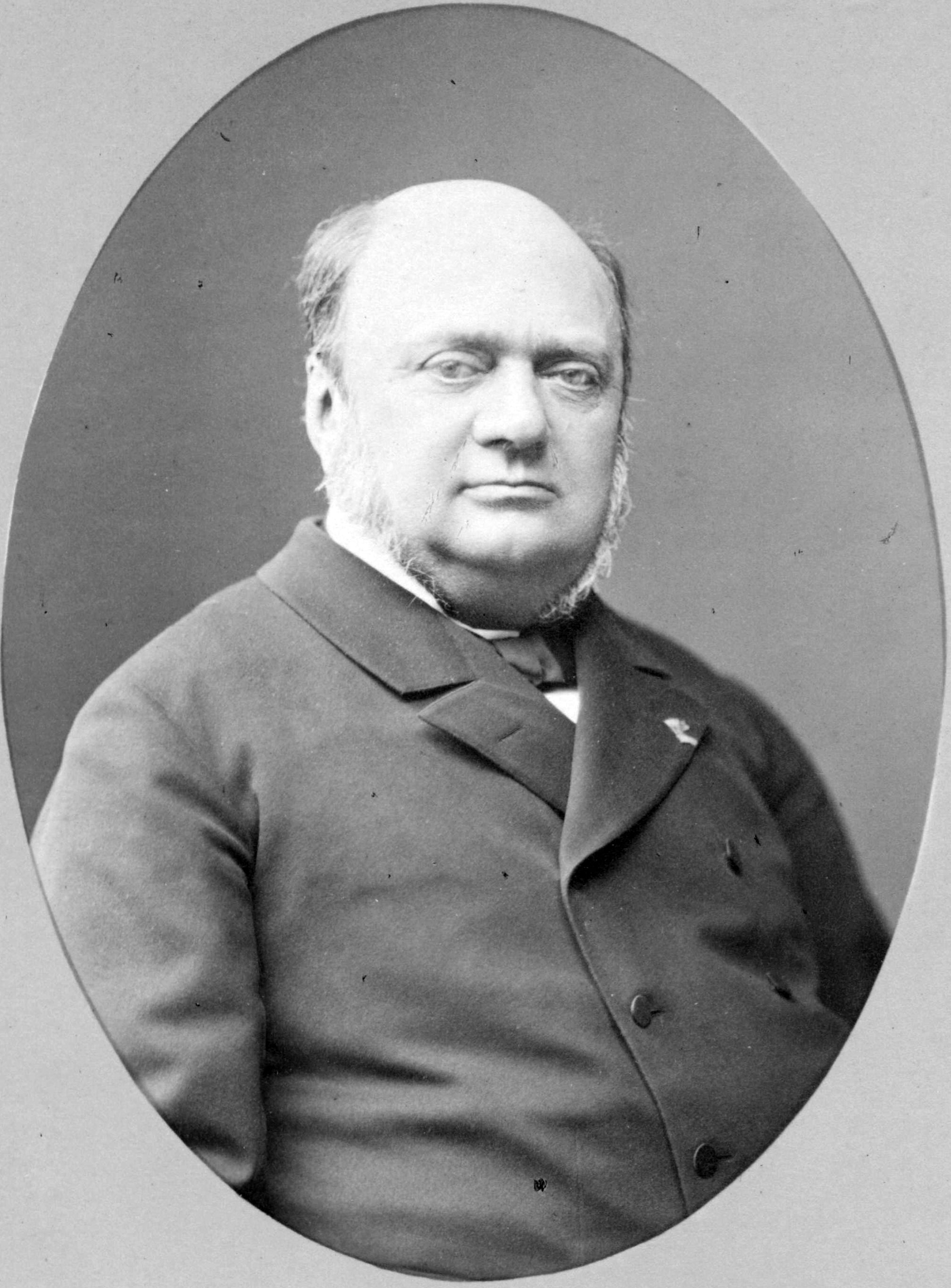
Frédéric Baudry

Frédéric Baudry (geboren am 25. Juli 1818 in Rouen; gestorben am 2. Januar 1885 in Paris) war ein französischer Philologe und Bibliothekar. Als Jugendfreund von Gustave Flaubert war er insbesondere der Übersetzer und Herausgeber der Märchen der Brüder Grimm. 

## Herkunft und Leben
Der Sohn des Buchdruckers und Buchhändlers Frédéric-Louis Baudry aus Rouen wollte eigentlich Lehrer werden und wurde an der École normale supérieure in Paris angenommen, entschied sich aber für ein Jurastudium und besuchte gleichzeitig die Vorlesungen des Orientalisten Eugène Burnouf. 1841 wurde er als Anwalt zugelassen, wurde Sekretär von Jean-Baptiste Duvergier und ließ sich anschließend in Rouen als Anwalt registrieren. 1849 wurde er zum Bibliothekar am Institut agronomique de Versailles und 1859 an der Bibliothèque de l’Arsenal ernannt. Anschließend war er stellvertretender Konservator und zwischen 1874 und 1885 Verwalter der Bibliothèque Mazarine. Im Jahr 1879 wurde er zum freien Mitglied der Académie des inscriptions et belles-lettres gewählt.
In der Philologie war Baudry ein eifriger Verfechter der Vergleichenden Sprachwissenschaft, die er als „eines der wertvollsten Vermächtnisse, die uns das 18. Jahrhundert hinterlassen hat“ betrachtete. Neben einer Übersetzung der Grimmschen Märchen, die mehrfach neu aufgelegt wurden, veröffentlichte er mythologische und linguistische Studien, insbesondere in Bezug auf das Sanskrit. Er arbeitete auch am Journal des débats und an Le Temps mit und war Direktor der Revue germanique.
Baudry, ein Schulkamerad Flauberts und Schwiegersohn von Jules Senard, dem Anwalt, der im Prozess um Madame Bovary auftrat, konkurrierte unerwartet mit dem Schriftsteller, der sich wie er um eine Stelle in der Bibliothèque Mazarine bewarb, als er 1879 finanziell am Rande des Abgrunds stand. Zu Flauberts Leidwesen machte Baudry, der besser qualifiziert war und in politischen Kreisen mehr Unterstützung erhielt, das Rennen.
Die Freundschaft zwischen den beiden Männern war dennoch tief, wie zahlreiche Briefe – sowohl untereinander als auch mit anderen – belegen, die in den verschiedenen Ausgaben von Flauberts Korrespondenz veröffentlicht wurden.
So zum Beispiel dieser Brief an Louis Bouilhet vom 5. Oktober 1856:

„Ich habe heute Morgen einen Brief von Frédéric Baudry erhalten, in dem er mich bittet, in der Bovary ‚Le journal de Rouen‘ in ‚Le Progressif de Rouen‘ zu ändern: Le Progressif de Rouen" oder einen ähnlichen Titel. Dieser Tölpel ist ein Schwätzer. Er hat die Sache dem Vater Senard und den Herren vom Journal selbst erzählt. Mein erster Impuls war, ihn zum Teufel zu schicken. Andererseits hat das genannte Blatt gestern für die Bovary eine sehr entgegenkommende Reklame gemacht. Ich bin also gefangen zwischen: einem alten Hass auf das Journal de Rouen auf der einen Seite und der Genthommerie auf der anderen. Ich werde wie ein Schurke aussehen. [...] Ich bin von Sorge verzehrt. Ich weiß nicht, was ich tun soll. Es kommt mir vor, als würde ich einen schrecklichen Fehler begehen, wenn ich nachgäbe. - Denk nach.“

## Publikationen (Auswahl)
- Contes choisis des frères Grimm, traduits de l’allemand, 1855 Online: Ausgaben 1859 1864 1875 1900
- Mémoires de Nicolas-Joseph Foucault, publiés et annotés par Frédéric Baudry, 1862 Online
- George William Cox: Les Dieux et les héros, contes mythologiques, traduits de l’anglais par Frédéric Baudry et Émile Delerot, 1867
- Grammaire comparée des langues classiques, contenant la théorie élémentaire de la formation des mots en sanscrit, en grec et en latin, avec références aux langues germaniques, 1868 Online

Sammelbände
- Grammaire sanskrite. Résumé élémentaire de la théorie des formes grammaticales en sanskrit, 1853 Online
- Les Derniers Jours de la Chine fermée, 1855
- Étude sur les Veda, 1855 Online
- De la Science du langage et de son état actuel, 1864 Online
- Les Frères Grimm, leur vie et leurs travaux, 1864 Online
- De l’Interprétation mythologique, 1865